# Macunaíma

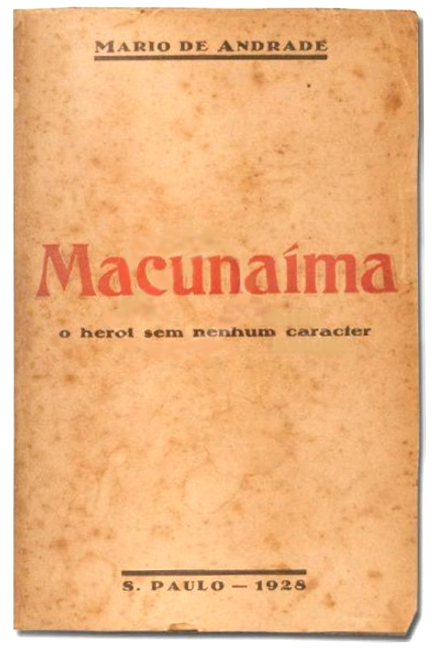
Okładka pierwszego wydania (1928)

Macunaíma – brazylijska powieść z 1928 r. autorstwa Mário de Andrade. 
Powieść doczekała się ekranizacji pod tym samym tytułem w 1969.
W 1983 powieść przetłumaczono na j. polski (wydana przez Wydawnictwo Literackie). Zrecenzowała ją rok później Dorota Walasek dla „Fantastyki”.